# D-кварк
d-кварк (від англ. down - униз) - одна із фундаментальних частинок у рамках теорії кварків та Стандартної моделі. Це частинка із зарядом -1/3, яка входить до складу нейтрона й протона. d-кварк — ферміон зі спіном 1/2, який бере участь у всіх типах фундаментальних взаємодій. Його античастинку називають d-антикварком. Маса d-кварка відома не особливо точно: за оцінками вона лежить у діапазоні від 4,1 до 5,8 МеВ. d-кварк другий найлегший із усіх кварків після u-кварка. Разом із u-кварком d-кварк входить до першого покоління фундаментальних частинок.
Припущення про існування кварків, а серед них і d-кварка, висловили в 1964 Маррі Гелл-Манн та Джордж Цвейг.